# Helmintická terapie
Helmintická terapie, také terapie pomocí helmintů, je biologická terapeutická metoda určená k léčbě autoimunitních chorob, alergií, případně i některých zánětlivých nemocí člověka pomocí řízené infekce parazitickými červy. Celý koncept helmintické terapie je stále (k roku 2017) ve stádiu výzkumu či ve fázi klinických studií. Metoda je založena na faktu, že přítomnost parazitů moduluje imunitní systém hostitele tak, že tlumí imunitní mechanismy vedoucí k alergiím či jiným patologickým změnám způsobených vlastním imunitním systémem. Asi zatím nejlepších klinických výsledků bylo dosaženo při léčbě pacientů s Crohnovou chorobou a ulcerózní kolitidou pomocí červů tenkohlavce prasečího (Trichuris suis). Modelové studie na zvířatech naznačují i možné použití v léčbě vrozené diabetes mellitus typu I. Nevyřešené otázky medicínské etiky či bezpečnosti metody a některé neúspěšné klinické studie zatím znemožňují zavedení metody do běžné praxe.

## Objev konceptu a princip
Helminti v lidském organismu modifikují imunitní odpověď v hostiteli. Jde o takzvanou imunomodulaci helminty. Výsledné imunitní mechanismy se pak liší od těch, které jsou typické při infekcích bakteriemi, viry nebo při alergických reakcích.
Spojitost mezi imunomodulací helminty a výskytem autoimunitních chorob vychází z tzv. hygienické hypotézy. Studie ukázaly, že v posledních padesáti letech došlo k razantnímu poklesu infekčních nemocí ve vyspělých západních zemích a naopak k enormnímu nárůstu autoimunitních chorob, včetně astmatu, rhinitidy, Crohnovy choroby, roztroušené sklerózy a diabetu typu 1. Tyto změny v prevalencích chorob ve vyspělých státech jsou dávány do souvislosti s minimálním výskytem helmintů ve vyspělých zemích. Naopak v rozvojovém světě s vysokou prevalencí schistosomózy a střevních helmintů (škrkavky, měchovci, tenkohlavci) je problém autoimunitních chorob nepatrný. To znamená, že parazité hráli a hrají významnou roli v koevoluci s člověkem. Joel Weinstock z USA však tyto epidemiologické poznatky o helmintech a autoimunitních chorobách posunul ještě dále. Weinstock si položil otázku zda úbytek helmintů v populaci vedoucí k nárůstu autoimunitních poruch nemůže fungovat i obráceně, jinak řečeno zda lze použít helminty k léčbě autoimunitních poruch. Následně provedl několik klinických studií s pacienty s IBD a tenkohlavcem. Úspěch těchto studií vedl i k částečné komercionalizaci metody a vzniku firem (Ovamed, Biomonde) produkujících vajíčka tenkohlavce jakožto léku na IBD.

## Kandidáti na helmintickou terapii

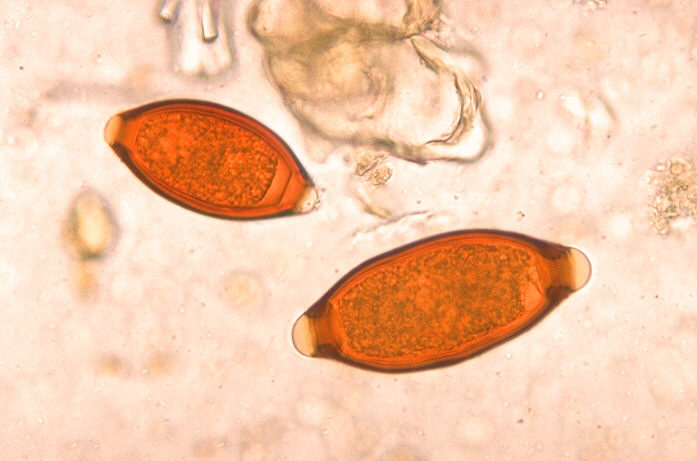
Vajíčka tenkohlavce prasečího se jeví jako vhodný kandidát na helmintickou terapii (zde na obrázku jsou však druhy T. trichiura a T. vulpis)

Na zvířecích modelech byla doposud testována celá řada parazitů, u kterých byl prokázán nějaký terapeutický efekt a to v souvislosti s IBD, diabetem typu 1, atopickou rhinitidou, revmatoidní artritidou, roztroušenou sklerózou atd.
Jedná se o:
- Schistosoma mansoni
- Heligmosomoides polygyrus bakeri
- Trichinella spiralis
- Hymenolepis diminuta
- Trichuris muris
- Fasciola hepatica
- Taenia crassiceps
- Nippostrongylus brasiliensis
- Shistosoma japonicum

Řada výše jmenovaných je však značně patogenní pro člověka (Schistosoma, Trichinella, Fasciola), jiné druhy naopak nejsou schopny infikovat člověka. Proto se jeví jako jeden z nejvhodnějších kandidátů na helmintickou terapii u lidí tenkohlavec prasečí (Trichuris suis). Běžný parazit prasat T. suis je schopen kolonizovat střevo člověka ale nereprodukuje se a po zhruba 3–4 týdnech hyne. Právě nemožnost šíření, nízká patogentita a fakt, že T. suis nemigruje tkáněmi z něj dělají vhodného kandidáta na helmintickou terapii. Dále se uvažuje i o tasemnici krysí (Hymenolepis diminuta) nebo prvokovi Blastocystis.